# Somerville (Tennessee)
Somerville és una població dels Estats Units a l'estat de Tennessee. Segons el cens del 2000 tenia 2.519 habitants.

## Demografia
Segons el cens del 2000, Somerville tenia 2.519 habitants, 1.006 habitatges, i 618 famílies. La densitat de població era de 87,1 habitants/km².
Dels 1.006 habitatges en un 27,9% hi vivien nens de menys de 18 anys, en un 39,3% hi vivien parelles casades, en un 19,8% dones solteres, i en un 38,5% no eren unitats familiars. En el 36,9% dels habitatges hi vivien persones soles el 19,6% de les quals corresponia a persones de 65 anys o més que vivien soles. El nombre mitjà de persones vivint en cada habitatge era de 2,33 i el nombre mitjà de persones que vivien en cada família era de 3,08.
Per edats la població es repartia de la següent manera: un 24,3% tenia menys de 18 anys, un 10% entre 18 i 24, un 24,9% entre 25 i 44, un 20% de 45 a 60 i un 20,8% 65 anys o més.
L'edat mediana era de 39 anys. Per cada 100 dones de 18 o més anys hi havia 76,6 homes.
La renda mediana per habitatge era de 21.225 $ i la renda mediana per família de 29.750 $. Els homes tenien una renda mediana de 26.094 $ mentre que les dones 22.768 $. La renda per capita de la població era de 15.636 $. Entorn del 18,3% de les famílies i el 25,4% de la població estaven per davall del llindar de pobresa.

## Poblacions més properes
El següent diagrama mostra les poblacions més properes.